# Aliment fermenté

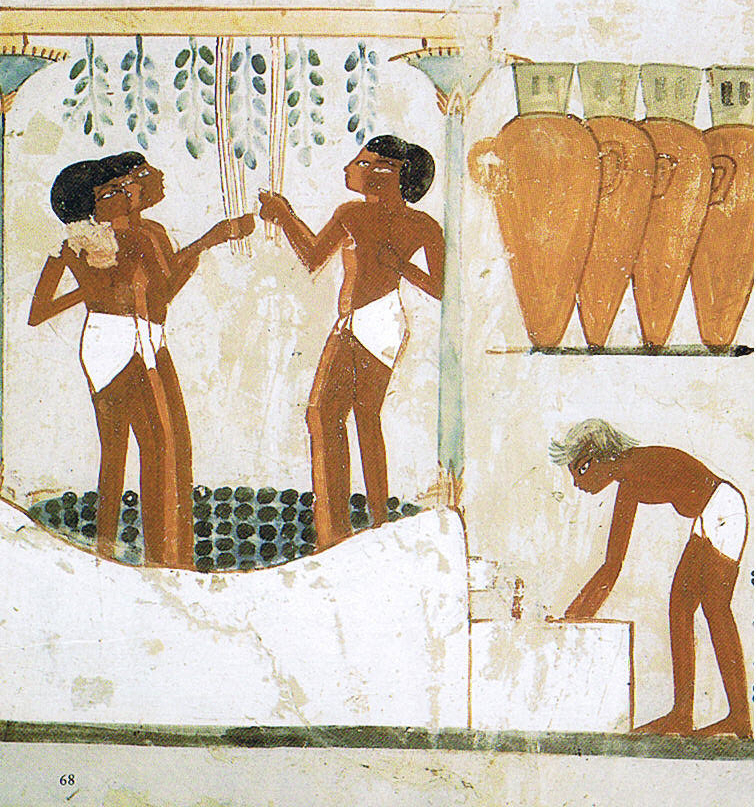
Le foulage antique (préparation à la fermentation du moût) illustré sur la fresque du tombeau TT52 de Nakht (vers -1400) montre l'ancienneté de la viticulture en Égypte.

En technologie alimentaire, un aliment fermenté est un produit « vivant » solide ou liquide qui a subi une réaction biologique, la fermentation, sous l'action de micro-organismes (de 1 million à 10 milliards par gramme). L'usage des produits fermentés (boissons et aliments fermentés), devenus traditionnels et faisant partie du savoir-faire et du patrimoine alimentaire de nombreuses régions, se développe au néolithique dans un contexte de sécurisation et de diversification de l'alimentation humaine. Ce processus de biotransformation de matière organique améliore en outre la digestibilité, la valeur nutritionnelle, et la valeur hédonique (palatabilité) de ces aliments en générant une grande diversité de goûts, de couleurs et de textures. Dans le monde entier se sont diffusées les techniques empiriques puis scientifiques (avec comme conséquence le développement de la fermentation industrielle (en) dans la seconde moitié du XIXe siècle) utilisant des ferments microbiens (bactéries, microchampignons tels que les levures et les moisissures) impliqués dans la conservation des aliments sans chaîne du froid et sans additifs. Plus de 5 000 produits fermentés sont répertoriés, représentant 5 à 40 % de la prise alimentaire quotidienne selon les pays dans le monde (soit une ration de 50 à 400 grammes par jour et par personne).

## Éléments historiques
Le plus ancien mobilier archéologique découvert sur un site funéraire et témoignant d'une pratique de fermentation alcoolique de grains d'orge, remonte à 13 700-11 700 ans BP. Les pratiques ancestrales de fermentation remontent probablement au paléolithique et se développent depuis le néolithique qui voit l'homme sélectionner des plantes domestiques moins tanniques pour diminuer leur amertume et leur action perturbatrice sur les protéines digestives lorsqu'elles sont mangées (les tanins constituant des défenses chimiques contre les herbivores), ce qui a conduit au développement de pesticides pour aider ces plantes dont on a réduit les défenses. À l'inverse, la culture de plantes dans des conditions de stress biotiques et abiotiques (stress hydrique chez la vigne taillée en trogne, stress de la vie montagnarde — froid, rayonnement solaire — des thés d'altitude, sécheresse pour de nombreuses épices) induit la concentration de tannins aux effets antimicrobiens et antibiotiques. Ces propriétés sont utilisées pour protéger les boissons des microbes contaminants (lupuline de l'houblon de la bière, tannins du raisin, du tonneau pour le vin ou des thés). La même logique prévaut pour les aliments fermentés, les hommes utilisant empiriquement le développement de microbes fermentaires pour les détoxifier (par exemple par le procédé de rouissage), limiter leur altération et les préserver de contaminations plus dangereuses. La domestication des céréales a ainsi joué un grand rôle dans le développement de grandes cultures alimentaires et culinaires dans le monde : le riz en Extrême-Orient, le blé et l'orge de l'Inde à l'Atlantique, le seigle et l'avoine en Europe occidentale, le maïs en Amérique, le millet et le sorgho en Afrique, ces céréales étant consommées sous la forme d'aliments fermentés ou non. Les autres aliments fermentés ont connu le même processus dans chaque région du globe qui possède ses spécificités : pain, charcuterie, produits laitiers et boissons alcoolisées dans les sociétés occidentales, féculents (manioc ou igname) en Afrique, soja et poisson en Asie.
En 1856, Louis Pasteur initie les études de zymologie (science de la fermentation) lorsqu'il découvre le rôle de la levure de bière Saccharomyces cerevisiae dans la fermentation alcoolique.
Les aliments fermentés peuvent être préparés selon des procédés artisanaux (faisandage, bocaux, conserves, salaisons issus de la fermentation spontanée sous l'action de micro-organismes endogènes formant la « flore » naturelle) ou industriels (standardisation de l'écosystème fermentaire par l'élimination partielle de la « flore » endogène et sélection de souches de ferments exogènes). La maîtrise de la fermentation à la suite des travaux de Pasteur a accompagné la révolution industrielle, les pays les plus développés entrant dans la seconde moitié du XIXe siècle, dans l'ère des aliments fermentés industriels. Dans un contexte de mondialisation des habitudes alimentaires, les hommes sont depuis confrontés à des compromis entre les avantages liés à l'industrialisation (sécurité alimentaire, production de masse et constance des produits fermentés) et l'alimentation traditionnelle (savoir-faire, diversité des aliments fermentés faits à la maison ou de manière artisanale, et conservation de ce patrimoine culturel, nutritionnel et gastronomique).
Selon des experts internationaux en étude de marché comme Mintel (en) ou Innova Market Insights, l'évolution des produits fermentés s'oriente depuis le début du XXIe siècle selon les tendances générales qui sous-tendent le développement de produits « tradition » (fait maison, « bio », terroir), la quête de nouvelles expériences sensorielles et d'une meilleure santé digestive.

## Alimentés fermentés dans le monde

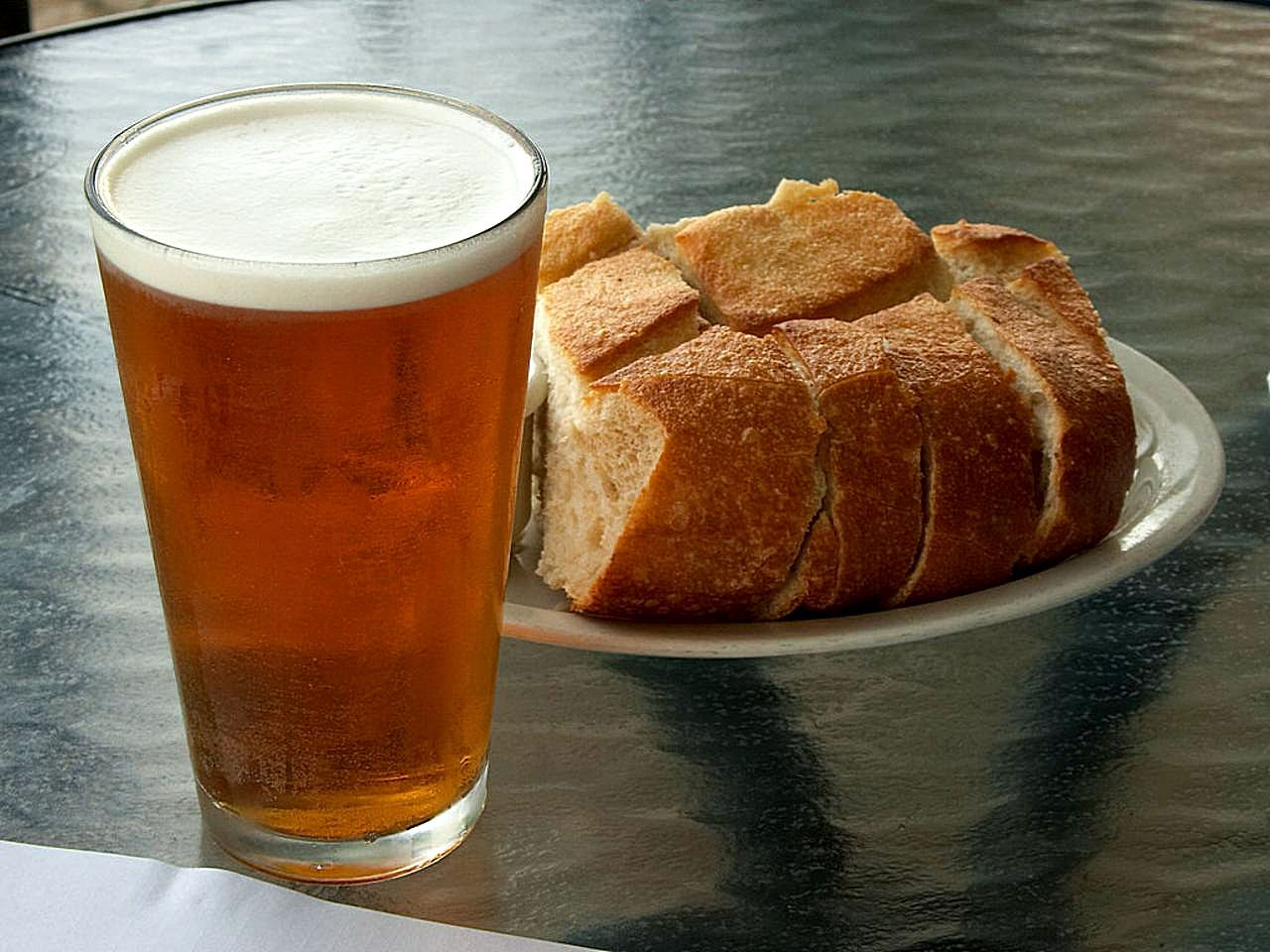
La fermentation joue un rôle majeur dans la fabrication de la bière et du pain.

## Divers types d'aliments fermentés
- Aliment fermenté à base de céréales : boisson fermentée, miso, pain, pâtisserie levée, porridge…
- Aliment fermenté à base de fruits, légumes et végétaux : boisson fermentée, café, chocolat, choucroute, ketchup, kimchi, pickles lactofermentés, thé fermenté (et thé post-fermenté, comme le pu-erh), torchi…
- Aliment fermenté à base de soja : doenjang, miso, nattō, sauce de soja, sufu…
- Aliment fermenté à base de viande : chorizo, corned-beef, pepperoni, soudjouk, salami, saucisson…
- Boisson fermentée : bière, cidre, hydromel, poiré, pulque, saké, tejuino, vin (et le stade ultime avec la formation de vinaigre issu de la fermentation acétique)…
- Poisson fermenté (en) : bagoong, fesikh, garum, gravlax, pâte de crevettes, sauce de poisson, surströmming…
- Produit laitier fermenté (en) : lait fermenté (caillé, kéfir, lait ribot, yaourt), fromage…